# Nicolaus Hermann

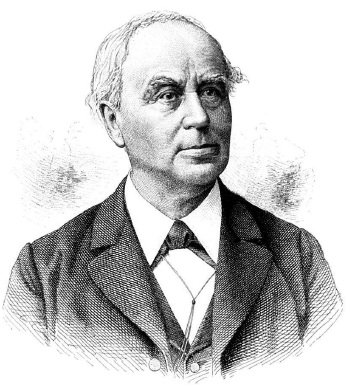
Nicolaus Hermann, Xylographie, 1888

Nicolaus Hermann (* 21. Oktober 1818 in Sachseln; † 4. August 1888 ebenda) war ein Schweizer Politiker. Er war unter anderem Ständerat, Nationalrat, Bundesgerichtspräsident sowie Tagsatzungsgesandter und Landammann von Obwalden.

## Leben
Hermann wurde als viertes und jüngstes Kind des vermögenden Geschäftsmanns und Lokalpolitikers Alois Hermann und dessen Frau Katharina Spichtig-Hermann (1783–1868) geboren. Sein Vater führte die Wirtschaft Krone unterhalb der Sachsler Kirche und war 1817 in den Kirchen- und Landrat gewählt worden. Nach dem Schulbesuch in Sachseln, am Kollegium Sarnen und an der Klosterschule in Engelberg studierte Hermann kurze Zeit Philosophie am Jesuitenkollegium in Freiburg und Jurisprudenz an der Universität München. 
1839 kehrte er von München nach Obwalden zurück und führte die Schenke seines Vaters, die Alte Krone, weiter. 1847 heiratete er Anna Maria Josefa Ignatia (1819–1889). Die Ehe blieb kinderlos.

## Wirken

Sitzung der Tagsatzung in 1847: Polizeidirector Nikolaus Hermann rechts Mitte (Nr. 8)

1839 wurde Hermann Ratsherr von Sachseln und Landrat in Sarnen. 1841 bis 1842 war er Landsäckelmeister und in den Jahren 1842/43 und 1845/46 regierender Landammann. In dieser Zeit war er mehrfach Gesandter von Obwalden auf der eidgenössischen Tagsatzung. Auch 1848 wurde er wieder zum regierenden Landammann gewählt. Hermann befürwortete die neue Bundesverfassung von 1848. Er wurde 1849 Ständerat des Kantons Obwalden. Dieses Amt führte er 23 Jahre aus, bis er 1872 bei einer erneuten Wiederwahl scheiterte. Von 1853 bis 1874 war er zudem Mitglied des Bundesgerichts, dessen Präsident er 1865 war. 
Hermann war zusammen mit Franz Wirz einer der politischen Ziehsöhne von Nikodem Spichtig. Dieser hatte als Ringherr von 1815 bis 1847 und als Landammann ab 1821 den Kanton fast drei Jahrzehnte geführt. Während Hermann Ständerat war, wirkte Wirz als Nationalrat, und zwar von den Parlamentswahlen 1878 bis zu seinem Tod.
1862 gründete Hermann die erste Zeitung in Obwalden, die Obwaldner Wochen-Zeitung, die er 1865 in Obwaldner Zeitung umbenannte. Bis zur Einstellung der Zeitung zum Jahresende 1873 war er der Redaktor und Verleger der Zeitung. Seit 1870 erschien mit dem Obwaldner Volksfreund ein Konkurrenzblatt.
1878 zog Hermann in den Obwaldner Regierungsrat und wurde erneut mehrfach Landammann (1878, 1881, 1884 und 1887). Auch wurde er erneut nach Bern delegiert, nun jedoch als Nationalrat. Dieses Amt führte er bis zu seinem Tode im Jahr 1888 aus.
An dem Entwurf der Obwaldner Kantonsverfassung von 1850 und deren Revision von 1867 sowie an der gesamten kantonalen Gesetzgebung hatte Hermann einen wesentlichen Anteil.
Damit war Hermann während fast 50 Jahren der überragende Obwaldner Politiker.

## Ämter
- 1841–1888 Gemeindepräsident von Sachseln
- 1849–1872 Ständerat des Kantons Obwalden (Katholisch-Konservative), 1861/62 Ständeratspräsident
- 1850–1857 Präsident des Obwaldner Kriegsrates
- 1850–1868 Präsident des Obwaldner Kantonsgerichts
- 1853–1874 Mitglied des Bundesgerichts, 1865 Präsident
- 1868–1878 Präsident des Obwaldner Obergerichts
- 1878–1888 Nationalrat des Kantons Obwalden